# Chrysina strasseni
Chrysina strasseni är en skalbaggsart som beskrevs av Ohaus 1924. Chrysina strasseni ingår i släktet Chrysina och familjen Rutelidae. Inga underarter finns listade i Catalogue of Life.